# 사일런스 (2019년 영화)
《사일런스》(영어: The Silence)는 2019년에 개봉한 미국, 독일의 공포 영화이다. 영국 소설가 팀 레번이 2015년에 발표한 동명 공포 소설을 원작으로 제작되었으며, 존 R. 리어네티가 감독을 맡았다.
미국에서는 2019년 4월 10일에 넷플릭스를 통해 공개되었고, 대한민국에서는 2019년 7월 17일에 개봉되었다.

## 줄거리
교통 사고로 청력을 상실한 앨리는 어느 날 소리로 인간의 존재를 감지하고 공격하는, 익룡과 유사한 괴생명체로 주변 지역이 뒤덮이면서 아빠 휴 등 가족들과 함께 탈출을 감행한다

## 출연
- 스탠리 투치 - 휴 앤드루스 역
- 키어넌 십카 - 앨리 앤드루스 역
- 미란다 오토 - 켈리 앤드루스 역
- 케이트 트로터 - 린 역
- 존 코빗 - 글렌 역
- 카일 해리슨 브라이트코프 - 주드 앤드루스 역
- 뎀프시 브릭 - 롭 역
- 빌리 매클렐런 - 목사 역

## 제작
2017년 5월에 키어넌 십카, 스탠리 투치가 발탁되었고 2017년 8월에 추가 배우 명단이 공개되었다. 2017년 9월부터 캐나다 토론토에서 본 촬영이 진행되었다.

## 기타 제작진
- 라인 제작: 하틀리 고런스틴